# 世界那麼大
《世界那麼大》（英語：The Global Fantasies）為三立都會台製播之行腳節目，為每週一至五製播的(愛玩客全系列)節目，前身為《世界地理雜誌》系列（包含在中國的故事、美食大三通、冒險王、台灣全記錄、世界那麼大等節目），但為提供觀眾更豐富更多元的旅遊資訊，故於2011年9月26日整併播出，首播時間為每週一至四晚間10時至11時（台灣時間）。開播於2002年，是由《中國那麼大》改版而來。首播時間為每週五22:00～23:00。
2011年9月30日起，起併到《愛玩客》（星期一至五晚上10點到11點播出）。

## 主持人
- 第一任：陳喬恩（小紅恩）
  - （代班）張韶涵、林立雯
- 第二任：李佳豫（小豫兒）
- 第三任：李佳豫、柯以柔
- 第四任：李佳豫、陳櫻文
  - （代班）韓若紫（小紫）
- 第五任：李佳豫、李維維（VIVI）
  - （代班）陳予新
- 第六任：李佳豫、李相林
- 第七任：廖苡喬

## 節目內容
- 主要內容為造訪世界各地各個不同的國家，介紹各個國度不同的風土民情，藉由主持人的眼睛帶著觀眾環遊世界。
- 2009年跳脫一般旅遊節目的性質，朝向公益邁進，向台灣各界募集捐助物資，前往中國青海省的某間小學，稱為「多揹一公斤去旅行」，此舉並在全台受到熱烈迴響，事後舉辦座談會吸引大批媒體前往採訪。
- 2009年舉辦「黑色旅遊」網路票選活動，最後由格陵蘭勝出，將帶領觀眾朋友們看看即將面臨全球暖化問題的格陵蘭島，但礙於經費過高，並未成行。

## 相關連結
- 《世界那麼大》官方部落格 （页面存档备份，存于）
- 《世界那麼大》官方Facebook （页面存档备份，存于）